# Liste de variétés de pommes de terre

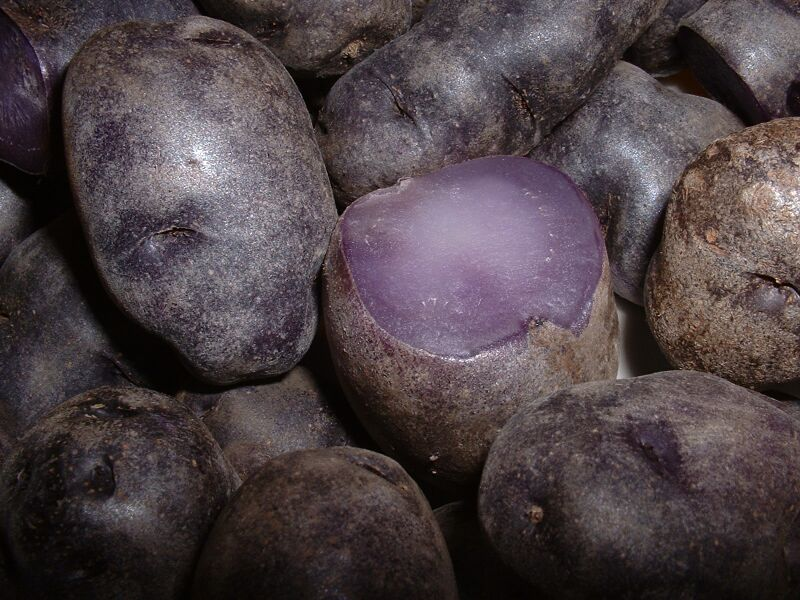
La vitelotte noire : variété française ancienne à la chair violette

Cet article présente une liste de variétés de pommes de terre créées dans divers pays du monde. Il s'agit généralement de variétés inscrites dans les listes officielles des différents pays tant pour la consommation humaine que pour l'usage industriel, mais certaines peuvent n'avoir qu'un intérêt historique ou scientifique.  
En France,  le catalogue officiel des espèces et variétés comptait, en mai 2020, 223 variétés « inscrites  » de pommes de terre. Ce catalogue, géré par le comité technique permanent de la sélection (CTPS) contient les variétés ayant satisfait aux tests DHS (distinction, homogénéité, stabilité) et VAT (valeur agronomique et technologique), préalables à l'autorisation de commercialisation.

## Liste de variétés de pommes de terre
| Variété                          | obtenteur                                       | pays             | année | origine génétique                                            | observations                                                                         |
| -------------------------------- | ----------------------------------------------- | ---------------- | ----- | ------------------------------------------------------------ | ------------------------------------------------------------------------------------ |
| Accord                           | C. Meijer BV                                    | Pays-Bas         | 1996  | 'Aminca' × 'VK 69-491'                                       |                                                                                      |
| Adirondack Blue                  | Université Cornell                              | États-Unis       | 2003  | 'Chieftain' × 'Black Russian'                                |                                                                                      |
| Adora                            | A.D. Mulder                                     | Pays-Bas         | 1990  | 'Alcmaria' × 'Primura'                                       |                                                                                      |
| Adriana                          | Station de Recherche du Comité Nord             | France           | 2003  | 'Agria' × 'Morene'                                           |                                                                                      |
| Agata                            | Svalöf Weibull                                  | Pays-Bas         | 1990  | 'BM 52-72' × 'Sirco'                                         |                                                                                      |
| Agria                            | Kartoffelzucht Böhm                             | Allemagne        | 1985  | 'Quarta' × 'Semlo'                                           |                                                                                      |
| Alaska                           | Bretagne-Plants                                 | France           | 1999  | 'Mondial' × 'INRA 79.84.88'                                  |                                                                                      |
| Albane                           | Germicopa SA                                    | France           | 2005  |                                                              |                                                                                      |
| Alcmaria                         | PGV                                             | Pays-Bas         | 1969  | 'Sirtema' × ('Saskia' × ('CPC 1673-20' × 'Furore))'          |                                                                                      |
| Alexia                           | Maatschap Boerhave Vof                          | Pays-Bas         | 2009  | 'BH 93-30' × 'Bildstar'                                      |                                                                                      |
| Allians                          | Böhm Nordkartoffel                              | Allemagne        | 2003  |                                                              |                                                                                      |
| Alowa                            | Germicopa SA                                    | France           | 2001  |                                                              |                                                                                      |
| Altesse                          | Grocep                                          | France           | 2000  |                                                              |                                                                                      |
| Amandine                         | Unicopa / Clause                                | France           | 1994  | 'Mariana' × 'Charlotte'                                      |                                                                                      |
| Amazone                          | G. Geertsema-Groningen BV & H.H. Ebbinge        | Pays-Bas         | 1983  | 'Civa' × 'Provita'                                           |                                                                                      |
| Amelie                           | Station de Recherche du Comité Nord             | France           | 2005  |                                                              |                                                                                      |
| Amflora                          | BASF Plant Science                              | Allemagne        | 2007  | modification de 'Prevalent'                                  | variété transgénique                                                                 |
| Aminca                           | Dankert B. et R. et J.                          | Pays-Bas         | 1980  |                                                              |                                                                                      |
| Amora                            | B. Schaap BV                                    | Pays-Bas         | 2000  | 'Premiere' × 'Anosta'                                        |                                                                                      |
| Amyla                            | Germicopa SA                                    | France           | 1999  | 'Promesse' × 'Élément'                                       | féculière                                                                            |
| Anais                            | Grocep                                          | France           | 1997  |                                                              |                                                                                      |
| Aniel                            | INRA                                            | France           | 1972  |                                                              |                                                                                      |
| Annabelle                        | HZPC B.V.                                       | Pays-Bas         | 2002  | 'Promesse' × 'Élément'                                       | féculière                                                                            |
| Anoe                             | Grocep                                          | France           | 2003  |                                                              |                                                                                      |
| Appell                           | Svalöf Weibull                                  | Suède            | 1997  | 'Escort' × 'Annika'                                          |                                                                                      |
| Apolline                         | Germicopa SA                                    | France           | 2003  |                                                              |                                                                                      |
| Ariane                           | Fédération des Syndicats Bretons                | France           | 1984  |                                                              |                                                                                      |
| Arielle                          | Agrico                                          | Pays-Bas         | 1999  | 'Nicola' × 'AR 73-21-27'                                     |                                                                                      |
| Armada                           | Station de Recherche du Comité Nord             | France           | 2006  |                                                              |                                                                                      |
| Asterix                          | HZPC B.V.                                       | Pays-Bas         | 1991  | 'Cardinal' × 'SVP Ve 70-9'                                   |                                                                                      |
| Atlas                            | Clause Semences SA et UNICOPA                   | France           | 1989  |                                                              |                                                                                      |
| Aubaine                          | Grocep                                          | France           | 2023  |                                                              | tolérante au mildiou                                                                 |
| Aubele                           | Station de Recherche du Comité Nord             | France           | 2011  |                                                              |                                                                                      |
| Azilis                           | Bretagne Plants innovation                      | France           | 2017  |                                                              | tolérante au mildiou                                                                 |
| Atlas                            | Clause Semences SA et UNICOPA                   | France           | 1989  |                                                              |                                                                                      |
| Barima                           | PGV                                             | Pays-Bas         | 1953  | 'Duke of York' × 'Fruhmolle'                                 |                                                                                      |
| Béa                              | HZPC B.V.                                       | Pays-Bas         | 1954  | 'Ari' × 'BHelka'                                             |                                                                                      |
| Belle de Fontenay                | inconnu                                         | France           | 1885  | inconnue                                                     | variété traditionnelle                                                               |
| Bellona                          | Rademakers                                      | Pays-Bas         | 1969  | 'SVP-50-2085' × 'SVP M-54-201'                               |                                                                                      |
| Bernadette                       | Saatzucht Fritz Lange KG                        | Allemagne        | 2002  | '290/76' × 'Granola'                                         |                                                                                      |
| BF 15                            | INRA                                            | France           | 1947  | 'Belle de Fontenay' × 'Flava'                                |                                                                                      |
| Bintje                           | K. L. de Vries                                  | Pays-Bas         | 1910  | 'Munstersen' × 'Jaune d'or'                                  |                                                                                      |
| Blanche                          | Comite nord                                     | France           | 2009  | 'Dali' × 'Eden'                                              | variété à longue dormance                                                            |
| Bleue d'Auvergne                 | inconnu                                         | France           |       | inconnue                                                     | variété traditionnelle                                                               |
| Blondine                         | Bretagne-plants                                 | France           | 2009  | 'Agria' × '87F357. 5'                                        |                                                                                      |
| Blue Congo                       |                                                 |                  |       | inconnue                                                     | variété sud-américaine ancienne (cf. ' Congo', 'Purple Congo', 'Blauer Schwede' )    |
| Bonnotte de Noirmoutier          | inconnu                                         | France           |       | inconnue                                                     | variété traditionnelle                                                               |
| Cabaret                          | PBI Cambridge                                   | Royaume-Uni      | 2001  | 'Morag' × 'Maris Piper'                                      |                                                                                      |
| Caesar                           | HZPC B.V.                                       | Pays-Bas         | 1991  |                                                              |                                                                                      |
| Cara                             | Oakpark Institute                               | Irlande          | 1973  | 'Ulster Glade' × 'A 25/19'                                   |                                                                                      |
| Casablanca                       | Cygnet Potato Breeders LTD                      | Royaume-Uni      | 2010  | '85G040-080' × 'Picasso'                                     |                                                                                      |
| Cephora                          | Grocep                                          | France           | 2013  |                                                              | tolérante au mildiou                                                                 |
| Chacasina                        | CIP                                             | Pérou            | 1995  | 'Yungai' × '104.12 LB'                                       | variété multipliée par graines                                                       |
| Challenger                       | HZPC B.V.                                       | Pays-Bas         | 2006  | 'Aziza' × 'Victoria'                                         |                                                                                      |
| Charlène                         | Bretagne Plants                                 | France           | 2011  | 'Novita' × 'Gourmandine'                                     |                                                                                      |
| Charlotte                        | Unicopa / Clause                                | France           | 1981  | 'Hansa' × 'Danae'                                            |                                                                                      |
| Celtiane                         | Bretagne Plants et Billant                      | France           | 2008  | 'Amandine' × 'Eden'                                          |                                                                                      |
| Chérie                           | Germicopa                                       | France           | 1997  | 'Roseval' × 'VK 76.199.3'                                    |                                                                                      |
| Columbo                          | Svalöf Weibull                                  | Suède            | 1999  | 'Sv 76127' × 'Matilda'                                       |                                                                                      |
| Cooperation-88                   | CIP                                             | Pérou            | 1995  | 'S-88' × 'I-1085'                                            |                                                                                      |
| Corne de Bamberg                 | inconnu                                         | Allemagne        | 1819  | inconnue                                                     | variété traditionnelle (Bamberger Hörnla)                                            |
| Crisp4All                        | HZPC B.V.                                       | Royaume-Uni      | 2008  | 'RZ 85-238' × 'RZ 87-44'                                     |                                                                                      |
| Cultra                           | Oakpark Institute                               | Irlande          | 1986  | 'Désirée' × 'Cara'                                           |                                                                                      |
| Désirée                          | HZPC B.V.                                       | Pays-Bas         | 1962  | 'Urgenta' × 'Depesche'                                       |                                                                                      |
| Delila                           | Germicopa SAS                                   | France           | 2017  |                                                              | tolérante au mildiou                                                                 |
| Diamant                          | F. Brands                                       | Pays-Bas         | 1982  | mutation de 'Cardinal'                                       | variété la plus cultivée au Bangladesh                                               |
| Ditta                            | Agrico Research BV                              | Pays-Bas         | 1997  | Bintje × Quarta                                              |                                                                                      |
| Early Rose                       | A. Bresee                                       | États-Unis       | 1867  | semis de 'Garnet Chili'                                      |                                                                                      |
| Elodie                           | Bretagne Plants                                 | France           | 1998  | FSB 80 F 66.25 × FSB 81 F 145.14                             |                                                                                      |
| Espéranto                        | Sipre-Comité Nord                               | France           | 2023  |                                                              | tolérante au mildiou                                                                 |
| Estima                           | J.P. & P.R. Dijkhuis                            | Pays-Bas         | 1973  | 'Nopol' × 'G 3014'                                           |                                                                                      |
| Europa                           | Fédération des syndicats Bretons et M.A.Person  | France           | 1989  | 'Edzina' × 'Alcmaria'                                        |                                                                                      |
| Fambo                            | L. Bos                                          | Pays-Bas         | 1995  | 'Ostara' × 'Provita'                                         |                                                                                      |
| Felsina                          | S. Brunia                                       | Pays-Bas         | 1992  | 'Morene' × 'Gloria'                                          |                                                                                      |
| Flourball                        | Miss King                                       | Royaume-Uni      | 1895  | inconnue                                                     | connue en France sous les noms de 'Fleur de pêcher', 'Reine des sables'              |
| Fontane                          | Svalöf Weibull                                  | Pays-Bas         | 1999  | 'Agria' × 'AR 76-34-3'                                       |                                                                                      |
| Fortuna                          | BASF Plant Science                              | Allemagne        | 1967  | modification de 'Fontane'                                    | variété transgénique                                                                 |
| Franceline                       | Comité Nord                                     | France           | 1993  | 'Nicola' × 'Arka'.                                           |                                                                                      |
| Galante                          | Bretagne Plants                                 | France           | 2007  | 'Chloe' × 'Justine'                                          |                                                                                      |
| Garnet Chili                     | Goodrich                                        | États-Unis       | 1857  | semis de 'Rough Purple Chili'                                |                                                                                      |
| Gloria                           | Saatzucht Soltau-Bergen                         | Allemagne        | 1972  | 'Amex' × 'Feldeslohn'                                        |                                                                                      |
| Gourmandine                      | Bretagne-Plants                                 | France           | 2002  | 'Charlotte' × 'Estima'                                       |                                                                                      |
| Granola                          | SaKa Pflanzenzucht GmbH                         | Allemagne        | 1975  | '3333/60' × '267.04'                                         |                                                                                      |
| Hankkijan Tanu                   |                                                 | Finlande         | 1981  | 'Lori' × 'Horsa'                                             |                                                                                      |
| Hankkijan Timo                   |                                                 | Finlande         | 1975  | 'Katahdin' × 'Nuutti'                                        |                                                                                      |
| Harmony                          | J.M. Dunnett                                    | Pays-Bas         | 1999  | 'Nadine' × 'Stamina'                                         |                                                                                      |
| Hermes                           | Niederösterreichische Saatbaugenossenschaft     | Autriche         | 1973  | 'DDR 5158' × '163/55'                                        |                                                                                      |
| Idole                            | Cebeco (Agrico)                                 | Pays-Bas         | 1989  | 'Edzina' × ' CEB 68-117-18'                                  |                                                                                      |
| Iledher                          | Grocep                                          | France           | 2009  | issue de géniteurs INRAE                                     | résistante au nématode à kyste                                                       |
| Innovator                        | HZPC B.V.                                       | Pays-Bas         | 1999  | 'Shepody' × 'RZ 84-2580'                                     |                                                                                      |
| Institut de Beauvais             | Eugène Chanoine (Institut agricole de Beauvais) | France           | 1884  | inconnue                                                     |                                                                                      |
| Iodea                            | Sipre-Comité Nord                               | Pays-Bas         | 2017  | issue de géniteurs INRAE                                     | tolérante au mildiou et résistante au nématode à kyste                               |
| Jeannette                        | Comité nord                                     | France           | 2007  | 'Charlotte' × 'Franceline'                                   |                                                                                      |
| Kaptah Vandel                    | Landbrugets Kartoffelfond                       | Danemark         | 1962  | 'Robusta' × 'Flava'                                          |                                                                                      |
| Kardal                           | Karna                                           | Pays-Bas         | 1988  | 'Astarte' × 'SVP AM 66-42'                                   | variété féculière                                                                    |
| Katahdin                         | USDA                                            | États-Unis       | 1932  | 'USDA 40568' × 'USDA 24642'                                  |                                                                                      |
| Kelly                            | Germicopa SAS                                   | France           | 2016  |                                                              | tolérante au mildiou                                                                 |
| Kennebec                         | USDA                                            | États-Unis       | 1948  | 'USDA B 127' × 'USDA 96-56'                                  |                                                                                      |
| King Edward                      | J.P. & P.R. Dijkhuis                            | Royaume-Uni      | 1902  | 'Magnum Bonum' × 'Beauty of Hebron'                          | connue en France sous le nom d' 'Œil de Perdrix'                                     |
| Kufri Bahar                      | Central Potato Research Institute               | Inde             | 1980  | 'Kufri Red' × 'Gineke'                                       | variété la plus cultivée en Inde (2007)                                              |
| Kulta                            | Kesko                                           | Finlande         | 1997  | 'T5' × ('Goldwahrung' × 'Ella')                              |                                                                                      |
| Lady Claire                      | C. Meijer BV                                    | Pays-Bas         | 1996  | 'Agria' × 'KW 78-34-470'                                     |                                                                                      |
| Lady Felicia                     | C. Meijer BV                                    | Pays-Bas         | 1997  | 'Agria' × 'W 72-22-496'                                      |                                                                                      |
| Lady Cristl                      | C. Meijer BV                                    | Pays-Bas         | 1996  | 'WS 73-3-391' × 'Mansour'                                    |                                                                                      |
| Lady Rosetta                     | C. Meijer BV                                    | Pays-Bas         | 1998  | 'Cardinal' × 'VTN 62-33-3'                                   |                                                                                      |
| Lenape                           | USDA / Université d'État de Pennsylvanie        | États-Unis       | 1967  | 'USDA B 3672-3' × 'Delta Gold'                               | variété exclue du marché peu après sa création                                       |
| Linda                            | Kartoffelzucht Böhm                             | Allemagne        | 1974  | 'Clivia' × 'Hansa'                                           |                                                                                      |
| Lumper                           | inconnu                                         | Royaume-Uni      |       | inconnue                                                     | variété historique en Irlande                                                        |
| Magnum Bonum                     | James Clark                                     | Royaume-Uni      | 1876  | 'Early Rose' × 'Patersons Victoria'                          | retirée du marché en Suède en 1986 pour sa teneur trop élevée en glycoalcaloïdes     |
| Maïwen                           | Bretagne Plants Innovation                      | France           | 2015  |                                                              | tolérante au mildiou                                                                 |
| Malou                            | Gremicopa SAS                                   | Portugal         | 2011  | issue de géniteurs INRAE                                     | résistante au nématode à kystes                                                      |
| Mandola                          | Bretagne Plants                                 | France           | 2011  | '91.F205.19' × '89.F40.12'                                   |                                                                                      |
| Marabel                          | RJ Mansholt's Veredelingsbedrijf BV             | Pays-Bas         | 1993  | 'Nena' × 'MA 75-364'                                         |                                                                                      |
| Marfona                          | J.P.G. Konst                                    | Royaume-Uni      | 1977  | 'Primura' × 'Konst 51-123'                                   |                                                                                      |
| Maris Bard                       | Plant Breeding Institute                        | Royaume-Uni      | 1972  | 'Y 15/139' × 'Ulster Prince'                                 |                                                                                      |
| Maris Peer                       | Plant breeding Institute                        | Royaume-Uni      | 1962  | '120/13' × 'Ulster Knight'                                   |                                                                                      |
| Maris Piper                      | Plant breeding Institute                        | Royaume-Uni      | 1963  | 'Y 22/6' × ('Arran Cairn' × 'Herald')                        | variété la plus cultivée au Royaume-Uni                                              |
| Markies                          | Dr. R.J. Mansholt's Veredelingsbedrijf BV       | Pays-Bas         | 1997  | 'Fianna' × 'Agria'                                           |                                                                                      |
| Matilda                          | Svalöf Weibull                                  | Suède            | 1986  | ('Bintje' × 'P40' -S. demissum) × ('Fruhperle' × 'Gabriela') |                                                                                      |
| Melody                           | C. Meijer BV                                    | Pays-Bas         | 2001  | 'VE 74-45' × 'W 72-22-496'                                   |                                                                                      |
| Monalisa                         | F.G. Van der Zee & Zonen                        | Pays-Bas         | 1982  | 'Bierma A 1-287' × 'Colmo'                                   |                                                                                      |
| Morene                           | S. Brunia                                       | Pays-Bas         | 1983  | 'Renova' × 'AM 66-42'                                        |                                                                                      |
| Mozart                           | HZPC B.V.                                       | Pays-Bas         | 2003  | 'Redstar' × 'Caesar'                                         |                                                                                      |
| Nadine                           | Caithness Potato Breeders LTD                   | Royaume-Uni      | 1987  | hybride de Solanum vernei                                    |                                                                                      |
| Nectar                           | Teagasc                                         | Irlande          | 2005  | 'Famosa' × 'Red Cara'                                        |                                                                                      |
| Nevsky                           |                                                 | Union soviétique | 1982  | 'Veselovsky 2-4' × 'Kandidat'                                |                                                                                      |
| NewLeaf                          | Monsanto                                        | États-Unis       | 1995  | modification de 'Russet Burbank'                             | variété transgénique                                                                 |
| NewLeaf Plus                     | Monsanto                                        | États-Unis       | 1999  | modification de 'Russet Burbank'                             | variété transgénique                                                                 |
| Nicola                           | Saatzucht Soltau-Bergen                         | Allemagne        | 1973  | 'Clivia' × '6430/1011'                                       |                                                                                      |
| Olympia                          | Saka-Ragis                                      | Allemagne        | 2006  | 'Marabel' × 'Valetta'                                        |                                                                                      |
| Opperdoezer Ronde                | inconnu                                         | Pays-Bas         |       | inconnu                                                      | variété traditionnelle, sa culture bénéficie d'une AOP en Hollande-Septentrionale    |
| Osiris                           | Saatzucht Fritz Lange                           | Allemagne        |       |                                                              |                                                                                      |
| Ostara                           | H. Offereins                                    | Pays-Bas         | 1961  | 'Ari' × 'Sientje'                                            |                                                                                      |
| Osprey                           | J.M. Dunnett                                    | Royaume-Uni      | 2000  | 'Kestrel' × ('Sante' × 'Stroma')                             |                                                                                      |
| Ozette                           | inconnu                                         | États-Unis       |       | inconnue                                                     | variété traditionnelle des Indiens Makahs                                            |
| Pastusa suprema                  | Université nationale de Colombie                | Colombie         | 2002  | ('230409' (sto) × 'CCC 81' (phu)) × 'Parda Pastusa' (adg)    | issue de croisements entre S. stenotomum, S. phureja et S. tuberosum subsp. andigena |
| Pentland Dell                    | Scottish Plant breeding station                 | Royaume-Uni      | 1961  | 'Roslin Chania' × 'Roslin Sasuua'                            |                                                                                      |
| Pink Fir Apple                   | inconnu                                         | Royaume-Uni      | 1850  | inconnue                                                     | variété traditionnelle, connue aussi sous le nom de 'Corne de Gatte'                 |
| Pito                             | Boreal                                          | Finlande         | 1964  | 'Golden Wonder' × 'Ella'                                     |                                                                                      |
| Pompadour                        | Comité Nord                                     | France           | 1992  | 'Roseval' × 'BF 15'                                          |                                                                                      |
| Posmo                            | SGN tanskalainen                                | Danemark         | 1978  | 'Erdkraft' × 'Gineke'                                        |                                                                                      |
| Premiere                         | F. Brands                                       | Pays-Bas         | 1979  | 'Civa' × 'Provita'                                           |                                                                                      |
| Producent                        | J. Prummel                                      | Pays-Bas         | 1984  | 'Prevalent' × 'AM 66-42'                                     |                                                                                      |
| Puikula                          |                                                 | Finlande         |       | inconnue                                                     | variété traditionnelle du nord de la Finlande                                        |
| Quarantina bianca genovese       | inconnu                                         | Italie           |       | inconnue                                                     | variété traditionnelle                                                               |
| Quarta                           | Kartoffelzucht Böhm                             | Allemagne        | 1979  | 'Offereins 65-42' × '114/67/1904 NT'                         |                                                                                      |
| Ramos                            | Handelmaatschappij van Rijn BV                  | Pays-Bas         | 2000  | 'Agria' × 'VK 69-491'                                        |                                                                                      |
| Ratte                            | inconnu                                         | France           | 1967  | inconnue                                                     | variété traditionnelle                                                               |
| Red Pontiac                      | J. M. Weston                                    | États-Unis       | 1949  | mutant de 'Pontiac'                                          |                                                                                      |
| Redstar                          | HZPC B.V.                                       | Pays-Bas         | 1997  | 'Bildstar' × 'VDW 76-30'                                     |                                                                                      |
| Record                           | De Vroome                                       | Pays-Bas         | 1932  | 'Trenctria' × 'Energie'                                      |                                                                                      |
| Rikea                            | Saatzucht Fritz Lange                           | Allemagne        | 1984  | 'Ukama' × 'Isabel'                                           |                                                                                      |
| Rocket                           | Plant Breeding Institute Cambridge              | Royaume-Uni      | 1987  | 'F 12/17' × 'D 42/8'                                         |                                                                                      |
| Romano                           | Dr. R.J. Mansholt's Veredelingsbedrijf BV       | Pays-Bas         | 1981  | 'Draga' × 'Désirée'                                          |                                                                                      |
| Rooster                          | Teagasc                                         | Irlande          | 1990  | 'OP 2532/64' × 'Pentland Ivory'                              |                                                                                      |
| Rosa                             | inconnu                                         | France           | 1935  | inconnu                                                      | variété traditionnelle                                                               |
| Rosamunda                        | Svalöf Weibull                                  | Suède            | 1974  | ('Robusta' × 'Dr McIntosh') × 'Gineke'                       |                                                                                      |
| Roseval                          | SICA Bretagne Plants                            | France           | 1950  | 'Vale' × 'Rosa'                                              |                                                                                      |
| Royal                            | Landbrugets Kartoffelfond                       | Danemark         | 2008  | 'Midas' × '92-BUY-1'                                         |                                                                                      |
| Russet Burbank                   | Sweet                                           | États-Unis       | 1908  | mutation issue d'un semis de la variété 'Burbank'            | variété la plus cultivée aux États-Unis                                              |
| Sabina                           | Svalöf Weibull                                  | Suède            | 1976  | 'L5490 10' × 'Stately'                                       |                                                                                      |
| Sagitta                          | HZPC B.V.                                       | Pays-Bas         | 2006  | 'Gallia' × 'RZ-86-2918'                                      |                                                                                      |
| Saphire                          | Handelmaatschappij van Rijn BV 1                | Pays-Bas         | 2004  | 'Bydand' × 'Caesar'                                          |                                                                                      |
| Sarpo Mira                       | Sárpo KFT                                       | Hongrie          | 2003  | inconnue                                                     | tolérante au mildiou                                                                 |
| Sassy                            | Germicopa                                       | France           | 2004  | 'G82TT137.1' × 'Promesse'                                    |                                                                                      |
| Satu                             | Boreal                                          | Finlande         | 1996  | 'Jaako' × 'Gloria'                                           |                                                                                      |
| Saturna                          | E. Scholten                                     | Pays-Bas         | 1964  | 'Maritta' × ('Record' × 'CPC 1673-1')                        | variété féculière                                                                    |
| Saxon                            | PBI Cambridge                                   | Royaume-Uni      | 1992  | 'Kingston' × 'Désirée'                                       |                                                                                      |
| Schwarzblaue aus dem Frankenwald | inconnu                                         | Allemagne        | 1967  | inconnue                                                     | variété traditionnelle                                                               |
| Selena                           | Bretagne Plants Innovation                      | France           | 2016  |                                                              | tolérante au mildiou                                                                 |
| Shannon                          | Teagasc                                         | Irlande          | 1995  | 'Olinda' × 'Cara'                                            |                                                                                      |
| Shepody                          | Agriculture Canada                              | Canada           | 1980  | 'Bake-King' × 'F 58050'                                      |                                                                                      |
| Sieglinde                        | Kartoffelzucht Böhm                             | Allemagne        | 1935  | 'Böhm 155/06' × 'Juli '                                      |                                                                                      |
| Siikli                           |                                                 | Finlande         |       | 'Bohm 155/06' × 'Juli'                                       | synonyme de 'Sieglinde' en Finlande                                                  |
| Sini                             | Boreal Kasvinjalostus Oy                        | Finlande         | 1997  | 'Jo 0432' × 'Maris Piper'                                    |                                                                                      |
| Spunta                           | J. Oldenburger                                  | Pays-Bas         | 1967  | 'Béa' × 'USDA 96-56'                                         |                                                                                      |
| Sirtema                          | Friese Mij. van Landbouw                        | Pays-Bas         | 1947  | 'Dorst H 123A' × 'Fruhmolle'                                 |                                                                                      |
| Stemster                         | Caithness Potato Breeders LTD                   | Royaume-Uni      | 1986  | 'Désirée' × 'Maris Piper'                                    |                                                                                      |
| Stronga                          | Sipre Comité Nord                               | France           | 2014  | issue de géniteurs INRAE                                     | résistante aux nématodes à kystes                                                    |
| Súper Chola                      | Germán Bastidas                                 | Équateur         | 1984  |                                                              | sous-espèce Solanum tuberosum sp. andigena                                           |
| Suvi                             | Boreal Kasvinjalostus Oy                        | Finlande         | 1997  | 'Sabina' × 'Stina'                                           |                                                                                      |
| Sylvana                          | W.R.L. Scholtens                                | Royaume-Uni      | 2008  | 'Fabula' × 'Xantia'                                          |                                                                                      |
| Turbo                            | P.H. Smeenge                                    | Royaume-Uni      | 1990  | 'Smeenge 69.17' × 'Ve 7445'                                  |                                                                                      |
| Ukama                            | Friese Mij. van Landbow                         | Pays-Bas         | 1977  | 'Marijke' × 'Sirtema'                                        |                                                                                      |
| Ulysse                           | JB BERNARD                                      | France           | 2018  | 'Ditta' × 'Bleue de la manche'                               | Variété à chair bleue                                                                |
| Up to Date                       | Archibald Findlay                               | Royaume-Uni      | 1894  | 'Paterson's Victoria' × 'Blue Don'                           | connue en France sous le nom de 'Fin de Siècle'                                      |
| Vales Sovereign                  | SCRI                                            | Royaume-Uni      | 2003  | '15205AB' × 'Picasso'                                        |                                                                                      |
| Valor                            | Caithness Potato Breeders LTD                   | Royaume-Uni      | 1993  | 'Cara' × '93/2/10'                                           |                                                                                      |
| Van Gogh                         | HZPC B.V.                                       | Pays-Bas         | 1989  | 'ZPC 69 C 239' × 'Gloria'                                    |                                                                                      |
| Velox                            | Saka-Ragis                                      | Allemagne        | 1994  | '2680/77' × '99/73'                                          |                                                                                      |
| Venla                            | Svalöf Weibull                                  | Suède            |       | 'Maria' × 'SL 78-186'                                        |                                                                                      |
| Victoria                         | HZPC B.V.                                       | Pays-Bas         | 1997  | 'Agria' × 'Ropta J 861'                                      |                                                                                      |
| Vitabella                        | Kws                                             | Pays-Bas         |       |                                                              | Variété peu sensible au mildiou                                                      |
| Vital                            | Voor den Dag                                    | Pays-Bas         | 1995  | 'Y 66-13-636' × 'VTN 62-10-22'                               |                                                                                      |
| Vitelotte noire                  | inconnu                                         | France           | 1967  | inconnue                                                     | variété traditionnelle                                                               |
| Vivaldi                          | Van der Zee                                     | Pays-Bas         | 1998  | 'TS 77-148' × 'Monalisa'                                     |                                                                                      |
| Wilja                            | J.P.G. Konst                                    | Pays-Bas         | 1967  | 'Climax' × 'Konst 51-123'                                    |                                                                                      |
| Yukon Gold                       | Agriculture Canada (Université de Guelph)       | Canada           | 1980  | 'Norgleam' × 'USW 5279-4'                                    | la couleur jaune de sa chair est héritée d'un gène issu de Solanum phureja           |
| Zen                              | Grocep                                          | France           | 2016  |                                                              | tolérante au mildiou                                                                 |